# Viola sacculus
Viola sacculus är en violväxtart som beskrevs av Carl Skottsberg. Viola sacculus ingår i släktet violer, och familjen violväxter. Inga underarter finns listade i Catalogue of Life.